# Те, що треба (сингл)
«Те, що треба» (також відома як Те, що тобі так треба) — однойменна пісня гурту СКАЙ, видана як третій радіо-сингл з альбому «Те, що треба». Згідно з офіційним сайтом гурту, пісня є однією з улюблених пісень фронтмена Олега Собчука, бо виконана у його улюбленому жанрі.

## Кліп
Відео було представлене 2006 року, як останнє з альбому «Те, що треба». На початку на відео з'являється Олег Собчук (ймовірно) у депресивному стані. Пізніше він починає йти коридором до концертної зали, пробиваючись через журналістів та фанатів.
Коли гурт «Скай» дає концерт, Олег Собчук стрибає зі сцени до фанатів, які починають забивати його. І врешті-решт він прокидається, і виявилось, що все це було сном.

## Реакція
Одна із прихильників гурту, Олена Федорова — дівчина з Одеської області, прикута до ліжка з дитинства. Олена кілька разів намагалась вчинити самогубство через свою хворобу. З дитинства дівчина мала мрію — записати пісню на професійній студії. Завдяки Олегу Собчуку на студії «Lavina Music» її мрію було втілено у життя: вона змогла записати власне виконання синглу «Те, що тобі так треба», на яку було знято професійний кліп.